# ȚSKA Kiev
FC ȚSKA Kiev (în ucraineană "ЦСКА Київ") este un club de fotbal din Kiev, Ucraina. Clubul a fost fondat inițial în anul 1934, în orașul Harkiv și a fost deținut de forțele armate ale Ucrainei.
În anul 2001 a suferit o reorganizare și pe baza primei echipe a FC ȚSCA Kiev a fost fondat clubul Arsenal Kiev, iar echipa a doua a clubului ȚSKA Kiev a înlocuit-o pe prima. La data de 4 septembrie 2009, din cauza problemelor financiare ȚSKA Kiev s-a retras oficial din competițiile profesioniste de fotbal.

## Palmares
- Campionatul RSS Ucrainene (4): 1949, 1951, 1980, 1983
- Cupa RSS Ucrainene: 1976
- Cupa Ucrainei

Finalistă: 1998, 2001